# Capture de proton
La capture de proton, parfois appelée capture protonique, est une réaction nucléaire par laquelle un proton est ajouté à un noyau atomique, suivi par l'émission d'un rayon gamma. Ce type de réaction se note (p, γ). Sa section efficace dépend fortement de la charge électrique du noyau, car la barrière coulombienne croît avec le numéro atomique du nucléide cible, de sorte que le proton incident doit avoir une énergie cinétique d'autant plus élevée pour pouvoir être absorbé que le noyau cible contient de nombreux protons.
La capture de protons joue un rôle important en astrophysique car elle intervient dans la nucléosynthèse de nombreux éléments chimiques, que ce soit à travers la nucléosynthèse primordiale ou à travers la nucléosynthèse stellaire : chaîne proton-proton, cycle CNO, processus p et processus rp, ces derniers étant susceptibles de produire des noyaux p.
La capture de protons est également réalisée à l'aide d'un cyclotron pour produire des radionucléides qui se désintègrent par radioactivité β+ en émettant des positons. Ces derniers sont utilisés comme radiotraceurs et dans la tomographie par émission de positons.